# Томас Гендрікс
То́мас Е́ндрюс Ге́ндрікс (англ. Thomas Andrews Hendricks; 7 вересня 1819 — 25 листопада 1885) — американський політик, член Демократичної партії, віцепрезидент США в 1885 році.

## Біографія
Гендрікс народився в 1819 році в окрузі Маскінгам, недалеко від Східного Фултонхема та Зейнсвілла, штат Огайо. У 1820 році разом з батьками переїхав на постійне місце проживання в Індіану. Закінчивши в 1841 році Ганноверський коледж, він вивчав право в Чемберсбурзі, штат Пенсільванія, після чого займався юридичною практикою.
Свою політичну кар'єру Гендрікс почав в 1848 році, коли був обраний до Палати представників штату Індіана. У 1850 він виставив свою кандидатуру на виборах до Конгресу і був обраний членом Палати представників від Демократичної партії. Цей пост він займав в період з 1851 по 1855 рік. У 1855 році під час президентства Франкліна Пірса Гендрікс був призначений уповноваженим у справах земельного управління. У 1860 році він балотувався на пост губернатора Індіани, однак зазнав поразки, після чого перебрався до Індіанаполіса, де займався юридичною практикою. У 1863 році в ході Громадянської війни в США Гендрікс був обраний сенатором від штату Індіани і перебував на цій посаді до 1869 року.
У 1868 він вдруге висувався на посаду губернатора Індіани, проте знов зазнав поразки. Цей пост він зайняв з третьої спроби в 1873 році. Перебування на посаді губернатора збіглося з післявоєнним економічним спадом. Двічі йому доводилося вдаватися до допомоги ополчення (міліції) для примусового припинення страйків робітників, незадоволених скороченням заробітної плати. Під час його губернаторства також був прийнятий сухий закон, який, проте, був анульований через два роки після набрання чинності.
У 1885 Гендрікс зайняв пост віцепрезидента США при Гровері Клівленді. На цій посаді Томас Гендрікс перебував всього кілька місяців і помер у листопаді того ж року. Він залишається єдиним віце-президентом США (серед тих, хто не займав пост президента), чий портрет з'являвся на американських паперових грошах: Гендрікс був зображений на срібному сертифікаті 1886 випуску номіналом в 10 доларів. Гендрікс був одружений з 26 вересня 1845 року на Елайзі Морган; подружжя мало одного сина Моргана Гендрікса, що народився 16 січня 1848 та помер у віці трьох років в 1851 році.